# Aspres-sur-Buëch
Aspres-sur-Buëch är en kommun i departementet Hautes-Alpes i regionen Provence-Alpes-Côte d'Azur i sydöstra Frankrike. Kommunen ligger  i kantonen Aspres-sur-Buëch som ligger i arrondissementet Gap. År 2022 hade Aspres-sur-Buëch 802 invånare.

## Befolkningsutveckling
Antalet invånare i kommunen Aspres-sur-Buëch
Referens:INSEE